# Michael Holt (Mr. Terrific II)
Michael Holt, conocido como Mr. Terrific II, es un personaje ficticio del universo de DC Comics, creado por el escritor John Ostrander y el dibujante Tom Mandrake. Apareció por primera vez en Spectre #54 en 1997. Holt es un superhéroe y uno de los intelectuales más destacados del Universo DC, conocido por su genialidad, habilidades atléticas y su profundo sentido de justicia. Es el segundo personaje en adoptar el alias de Mr. Terrific, tras el fallecimiento de Terry Sloane, el primer Mister Terrific.
Michael Holt es un prodigio en diversas disciplinas, incluyendo la ingeniería, la informática y la física, y se caracteriza por su habilidad para resolver problemas complejos en situaciones extremas. Además de sus capacidades intelectuales, utiliza una tecnología avanzada para luchar contra el crimen, destacándose por su traje, que incluye dispositivos como el "T-spheres", esferas flotantes que le proporcionan una variedad de habilidades tácticas. Holt es un miembro clave de equipos como la Sociedad de la Justicia de América (JSA) y es reconocido como uno de los héroes más brillantes y comprometidos de la comunidad heroica.

## Historial de publicaciones
Apareció por primera vez en El Espectro Vol. 3 #54 (junio de 1997), y fue creado por John Ostrander y Tom Mandrake, a su vez, tuvo su propia serie que duró 8 números en siendo parte del evento que relanzó las historietas de DC Comics, denominado Los Nuevos 52, el cual fue publicado como Mister Terrific Vol.1 #1 (entre septiembre de 2011 a abril de 2012).

## Biografía del personaje
A temprana edad, Michael Holt mostró una destacada y notable inteligencia, un gran lector ya que era aficionado de las obras de Bohr, Einstein, Planck y Feynman, el denominado panteón de la física teórica, desde la temprana edad de los seis años. Estudió ciencias avanzadas, como lo relacionado al espacio y el tiempo, "mientras que otros niños se esforzaban por ver simplemente Plaza Sesamo". Michael creció con su hermano mayor que poseía problemas mentales, llamado Jeffrey, al que Michael quería mucho. Cuando Jeffrey murió a la edad de 15 años, Michael quedó devastado.
Holt aparece tener "una aptitud natural para tener aptitudes naturales", como él las llamaba, fácil de poderlas recoger y retener como sus principales capacidades y habilidades que son tan complejas que otros hombres pasaron toda su vida perfeccionándolas. Antes de comenzar su carrera como superhéroe, que ya poseía 14 post-doctorados (dos en ingeniería y Física -incluyendo doctorados y maestrías en derecho, psicología, química, ciencias políticas y matemáticas), además se convirtió en multimillonario al realizar su fortuna por sí mismo, y dueño de una gran empresa de tecnología llamada Cyberwear (posteriormente vendida a WayneTech) y fue una medalla de oro olímpico al ganar el decatlón.
Las muertes accidentales de su esposa y su hijo nonato fueron un golpe devastador para Holt y que estuvo por contemplar el suicidio, por lo que antes de llegar a tal acto se le apareció el Espectro y le habló de Terry Sloane, el Mister Terrific de la edad de oro. Inspirado por la historia de vida de Sloane, tomó el manto como el nuevo Mister Terrific y más tarde se uniría a la Sociedad de la Justicia de América, que con el tiempo terminó sirviendo como su presidente.
Al principio llevaba un traje basado en ropa de calle y una chaqueta de cuero con el lema ""Fair Play"" el mismo emblema que llevaba Sloane en la parte posterior. Luego cubrió su identidad al colocarle una máscara con forma de "'T", compuesto de nanotecnología electrónica, un traje blanco y negro con una franja roja y una chaqueta sin cuello con los mismos colores (las secciones en negro del traje y la camisa formando una "T") con el lema "Fair Play", escrita en las mangas y "Terrific" en la espalda.
Durante un tiempo se desempeñó como portavoz de Tylerco y fue consultor de esa compañía en temas de espionaje industrial y cuestiones de seguridad, a cambio de que la compañía le ayudase a financiar el Centro Juvenil Terrific que había comenzado, al igual que hizo en sus tiempos Terry Sloane.
Holt tiene una rivalidad amistosa con Batman, su homólogo en la Liga de la Justicia de América (en su identidad como Bruce Wayne, Batman es dueño de los negocios de Holt). Michael Holt se ha encontrado con Terry Sloane dos veces producto de dos viajes en el tiempo, con un Sloane expresando su orgullo en tener a tan digno sucesor. Holt ha sido señalado como el miembro más inteligente de la JSA en toda su historia, superando incluso a su predecesor. También se le conoce como la tercera persona más inteligente del mundo, y esta idea ahora parece ser generalizada en el Universo DC.

### Presidencia de laSociedad de la Justicia de América
Durante un conflicto por el liderazgo de la Sociedad de la Justicia de América entre el expresidente Hawkman y hasta ese entonces presidente Sand, Terrific fue elegido como el nuevo presidente de la JSA de sus compañeros de equipo, a pesar de que no buscaba activamente ser un líder de equipo. Él sirvió de facto como líder hasta que el equipo fue disuelto después de Crisis Infinita.
Mr. Terrific actualmente sigue siendo miembro de la reformada Sociedad de la Justicia de América. Reanudó su presidencia con la última encarnación del equipo, pero sus responsabilidades de liderazgo en Checkmate finalmente le llevaron a renunciar su posición a favor de Power Girl

### Crisis Infinita
Mr. Terrific formó parte del equipo reunido por Batman para un ataque contra el satélite Hermano Ojo que fue encargado de controlar a los OMACS. Jugó un papel fundamental como su tecnología de invisibilidad que le permitió alcanzar el sistema de propulsión del satélite, enviándolo para que chocase contra la Tierra. En esta reunión conoció y se hizo amigo de otro superhéroe afroamericano, el outsider Black Lightning.

### Un año después
Como parte del evento "Un Año Después", a pesar de que Holt seguía siendo un miembro de la JSA, también pasó a formar parte del Consejo de Seguridad de las Naciones Unidas para ser relacionista de inteligencia con Checkmate. Inicialmente ocupó el cargo de Alfil Rey Blanco, pero cuando el Rey Blanco anterior (Alan Scott) fue obligado a renunciar, se convirtió en nuevo Rey Blanco de Checkmate, lo que complicó su relación con Sasha Burdeos, la Reina Negra de Checkmate. También tuvo que renunciar a su cargo como presidente de la JSA, siendo relevado por Power Girl. Mr. Terrific también estableció una tutoría mal definida con Firestorm, durante el resto del año. Los detalles de dicha reunión nunca se documentaron.

### Crisis Final
Durante los acontecimientos de Crisis Final, la guerra entre Darkseid y el mundo humano, Mister Terrific, junto con Cheetah y Snapper Carr, quedaron atrapados entre las ruinas de la sede de Checkmate, donde pudo deshacerse del lavado cerebral que se hizo a casi la mayoría de metahumanos, y quedándose al cuidado de Sasha, quien la orientó en la mayor parte de su programación OMAC para neutralizar sus funciones corporales en lugar de caer presa a la ecuación de la anti-vida. Con el despertar forzoso de Sasha, condenándola a sí misma, por lo que Michael Holt se ve obligado a activar un nuevo grupo de OMACS, que fueron programados para obedecerle en lugar de Hermano Ojo, para poder proteger a los últimos seres humanos en contra de los denominados Los Justificadores.

### Muerte y regreso
En la serie de historietas de la Sociedad de la Justicia de América Vol.3, Mr. Terrific se hace cargo de una investigación, mientras que un villano de bajo nivel llamado Tapeworm aparece en las noticias, al tomar rehenes y exigiendo que apareciese el héroe Wildcat. All-American Kid y King Chimera se infiltran en el cuartel del equipo, mientras que Mister Terrific retira a su laboratorio, y el resto del equipo busca la manera de ayudar a Wildcat. All-American Kid entra en el laboratorio y apuñala a Mister Terrific por la espalda. Los miembros de la Sociedad de Justicia regresan a su sede y descubren que Mr. Terrific ha sido atacado, y el Doctor Mid-Nite atiende a sus heridas. Al final, Mister Terrific sucumbe a sus heridas y le informa a Alan Scott que está muriendo. Sin embargo, Alan Scott fue capaz de utilizar su poder de la Llama Verde para ralentizar el tiempo alrededor del cuerpo de Mister Terrific con la esperanza de que él pudiese ser curado antes de que se produjese la muerte cerebral. Michael se recupera y regresa a la vida gracias a la magia del Doctor Fate, y revela que el ataque fue perpetuado por All-American Kid, revelando que en realidad es el psicópata adolescente conocido como Kid Karnevil, y lo subyuga. Por un corto tiempo durante su recuperación, Michael se ve obligado a utilizar una silla de ruedas, pese a lo que aún encontró tiempo para actualizar el látigo de Mister América.

## Los Nuevos 52: el viaje aTierra-2
Con el reinicio de las publicaciones con Los Nuevos 52, y, el mismo reinicio del Universo DC, Mister Terrific recibió su propia serie de historietas mensual, publicada desde septiembre de 2011 y cancelada en abril de 2012, fue escrita por Eric Wallace y dibujada por Roger Robinson. Holt comenzó luciendo un nuevo traje diseñado por Cully Hamner. Ahora mantiene una relación con Karen Starr.
Con serie cancelada, en abril de 2012, la serie termina con Mister Terrific siendo desplazado a un universo paralelo, justamente al mundo de donde proviene Power Girl y Huntress, la denominada Tierra-2, más tarde se le ve apareciendo siendo parte de la Armada Mundial que trata de detener las fuerzas de Darkseid en la serie titulada Tierra-2.

## Poderes y habilidades
- No posee superpoderes, pero sí intelecto nivel genio, es atleta de nivel olímpico, Maestro en artes marciales, usa tecnología stealth, siendo invisible a tecnología moderna. Desarrolló nanotecnología en su máscara y traje,[28] que le mejoran varios sentidos. Tiene su base de datos en las Esferas-T,[29][30] que son como un ordenador, unidad de proyección holográfica, armas, proyectiles,[31][32] y otros numerosos usos,[33] ellos responden a sus órdenes mentales y vocales.[33][34][9]

- Holt se describe como "un ser humano normal con aptitudes naturales que requiere aptitudes naturales"; su habilidad es recoger información complicada de manera rápida y retenerla, tales como realizar cirugías de emergencia, como cuando indicó a su compañero de equipo Alan Scott, tras leerle cómo realizarla en base a un libro de texto médico y posteriormente, sería el asistente del Dr. Mid-Nite. Como el propio Holt dijo, "todo el mundo tiene un talento. El mío es el aprendizaje".[35][36]

- A Holt también se le conoce como el tercer hombre más inteligente en la Tierra.[11]

- Es cinturón negro en 6 disciplinas distintas de artes marciales, y medallista de oro olímpico en decatlón.[7][37]

- Holt está especializado en cada rama de las ciencias con una gran cantidad de Doctorados y Post Doctorados, en su mayoría obtenidos a una edad temprana.[5]

- Junto con su compañero de equipo y amigo el Doctor Mid-Nite y Batman, Mister Terrific es uno de los tres superhéroes principales con formación médica en el Universo DC. Aunque no se sabe si tiene una maestría en medicina, se sabe que participó en la autopsia de Sue Dibny en Crisis de Identidad.[38]

- Holt es también multilingüe, aunque lo vasto de esta habilidad idiomática nunca ha sido del todo revelado. Demostró que habla lenguas de las naciones ficticias de Kahndaq y Bialya. Dada la propensión de Holt para aprender, es probable que hable varios idiomas.[39]

## Sus creencias religiosas
Cuando estuvo en cautiverio por parte de Onimar Synn en una aventura con la Sociedad de la Justicia en Thanagar, Holt expresó por primera vez su falta de fe en el significado sobre el alma y cómo él se sentía incómodo con la idea de la reencarnación tras presenciar el regreso de su compañero de equipo Hawkman. Holt dijo que "cuando mi esposa Paula, murió en un accidente de coche... ella se había ido. No sentí su "alma " a mi alrededor. No sentí nada".
Después de una experiencia cercana a la muerte en la que ve a su esposa y su hijo no nacido (al que decide nombrar Terry como el original Mister Terrific), el ateísmo de Holt se agitó y se comprometió a asistir a un servicio religioso con su compañero el Doctor Mid-Nite.
Sin embargo, este intento de encontrar la fe en la religión, aparentemente, no fue plenamente satisfactoria,  Así como Holt fue visto entrar en una discusión teológica con Ragman durante Crisis Infinita (Ragman es judío, mientras que Mr. Terrific se describe a sí mismo como ateo). Cuando se le preguntó si tenía fe en algo, Terrific respondió: "Claro que sí. Tengo fe en mi equipo".
Durante el arco argumental que concluye el elseworld The Kingdom Come, (la conclusión definitiva en las páginas de Justice Society of América Vol.3) Power Girl es enviada de vuelta a Tierra-2 Post-Crisis, conoce en este mundo a una versión de Michael Holt, que irónicamente es un sacerdote después de haber tenido una experiencia religiosa.

## Otras versiones
- Tierra-2 (Pre-Nuevos 52): Una versión alternativa de Michael Holt aparece en una nueva versión de Tierra-2. En esta versión es un profesor de universidad, que tuvo una experiencia religiosa después de que su esposa estuvo a punto de morir, y ahora es cristiano devoto. Ayuda a que Power Girl de Nueva Tierra vuelva a casa.[42] Cuando la Sociedad de la Justicia llega a esta nueva versión de Tierra-2, el profesor Holt se enfrenta a su homólogo Michael Holt de Nueva Tierra. El profesor Holt le presenta a su esposa a la Sociedad de la Justicia llamada Paula.[43]

- En Kingdom Come, Alex Ross dibujó a un Mister Terrific utilizando armas de fuego de gran tamaño, usando hombreras y otros pertrechos militares. Seguía luciendo el logotipo de "Fair Play", pero muestra poca idea de sus significados verdaderos u originales.

- En la línea de tiempo alternativa de la serie limitada Flashpoint, Mister y Lady Terrific estaban marcados por crímenes desconocidos cuando descubrieron que el denominado Outsider los inculpó, y estaban tratando de asesinarlos. Mister y Lady Terrific fueron asesinados por el guardia tutor de Outsider.[44]

## Personajes similares
- En Villanos Unidos #5, un nuevo villano que se hace llamar Mister Terrible  aparece como miembro del ejército de criminales de Deathstroke, quién llevaba una variación del traje de Michael Holt como Mister Terrific.

## Apariciones en otros medios

### Televisión

#### Acción en vivo
- Michael Holt es mencionado en el episodio de Smallville "Absolute Justice" (que contó con la Sociedad de la Justicia) en la segunda mitad de Lois Lane, quien menciona que se saltó una entrevista con él. Se lo describe como un científico y gurú tecnológico galardonado con el Premio Nobel.
- Un personaje llamado Curtis Holt aparece en la serie de CW Arrow, interpretado por Echo Kellum. Cuando se lo presenta por primera vez en la cuarta temporada, Curtis trabaja con Felicity Smoak en Palmer Technology.[45] Al igual que su encarnación de cómic, ha creado las esferas T y ocasionalmente usa la chaqueta Fair Play. Curtis es un gran admirador de Green Arrow, y después de enterarse de que Felicity tiene una conexión con él, está decidido a descubrir su identidad. En el episodio "Beacon of Hope", Curtis se une temporalmente al Team Arrow y aprende las identidades de los miembros, ayudándoles a derrotar el último ataque de Brie Larvan. En la quinta temporada, Curtis se une oficialmente al Equipo Arrow y comienza a entrenar para convertirse en un vigilante.[46] Como vigilante, Curtis usa el nombre "Mr. Terrific", que es un homenaje a su campeón favorito de lucha libre, Terry Sloane, quien recibió el mismo nombre en el ring. Curtis deja Team Arrow y Star City durante la séptima temporada, regresando para participar en el final de la temporada donde ayuda al equipo contra el Noveno Círculo. Se confirma que es gay y se revela que tiene un novio llamado Paul (tal vez una versión de su esposa con un cambio de género en los cómics que se llamaba Paula) a quien planea proponerle matrimonio.

#### Animación
- Michael Holt ha hecho varias apariciones en la serie animada de televisión Liga de la Justicia Ilimitada. Asume un papel más destacado en la temporada final de la serie, convirtiéndose en el Coordinador de la Liga y responsable de asignar tareas a los diferentes héroes después de que J'onn J'onzz renuncie al servicio activo. El animado Mr. Terrific es expresado por la ex estrella de Third Watch, Michael Beach. Se desconoce si el Sr. Terrific conserva su invisibilidad a la tecnología, ya que durante todo el espectáculo la imagen de su rostro aparece en varias pantallas de computadora. Se hace referencia a su estado como uno de los hombres más inteligentes del mundo en su aparición introductoria completa, y las esferas T se utilizan en un episodio posterior.
- Michael Holt aparece en "Hunted", el primer episodio de Beware the Batman, donde Gary Anthony Williams le da la voz. Él es representado como un hombre de negocios que es secuestrado junto con Simon Stagg y Alfred Pennyworth por el profesor Pyg y el Sr. Toad. Los tres son rescatados por Batman.
- Mister Terrific aparece en el episodio de Justice League Action, "The Cube Root", con la voz de Hannibal Buress.[47] Esta versión es un niño ex-prodigio que fue compañero de cuarto de Martin Stein en la universidad (quien afirmó que Mister Terrific basó sus esferas T en sus S-Cubes). Mister Terrific estaba estableciendo el centro de ciencias dedicado a él al que Firestorm atiende hasta que se estrella con Calculator que piratea las esferas T de Mister Terrific. Durante la pelea de Mister Terrific y Firestorm con Calculator sobre él causando un apagón, Calculator usa las esferas T pirateadas para dividir Firestorm en Ronnie Raymond y Martin Stein, donde las esferas T pirateadas se hacen con Ronnie Raymond. Esto hace que Mister Terrific y Martin Stein trabajen juntos para rescatar a Ronnie Raymond usando los S-Cubes como una distracción para que Martin Stein pueda combinarse con Ronnie Raymond para formar Firestorm. Mister Terrific y Firestorm reclaman el control sobre las esferas T, derrotan a Calculator y lo entregan a la policía. En "The Brain Buster", es secuestrado junto con otros héroes y villanos altamente inteligentes para participar en una serie de concursos de figuras inicialmente desconocidas para determinar quién es más inteligente. Se menciona varias veces que él es "solo" la tercera persona más inteligente del mundo. Al final, revela que prefiere no llamar demasiado la atención; él es quien hizo la lista y se dio el tercer lugar.

### Películas
- En Justice League: Crisis on Two Earths (2010), se puede ver una imagen de una versión de Mister Terrific en la Tierra Paralela, llamada Mister Horrific, en la computadora de contraparte del Joker, como uno de los hombres hechos por Superwoman.
- Una versión alternativa del universo de Michael Holt aparece en Liga de la Justicia: Dioses y monstruos (2015), con la voz de Arif S. Kinchen. Fue un científico que formó parte del "Proyecto Fair Play" de Lex Luthor. Mientras se reúne con los otros científicos (que consisten en Will Magnus, John Henry Irons, Karen Beecher, Pat Dugan, Kimiyo Hoshi, Emil Hamilton, Thomas Morrow y Stephen Shin), Michael Holt es asesinado con los otros científicos por Hombres de Metal donde fue atravesado por el Wonderdroid. Will Magnus sobrevivió mientras orquestaba en secreto el ataque contra sus colegas científicos.
- Mr. Terrific aparece en la película original de DC Universe; Justice League vs. The Fatal Five (2019), con la voz de Kevin Michael Richardson.[48] Esta versión es un contraste con Tharok de los Cinco Fatales, y a menudo tiene que encontrar formas de burlar su futuro conocimiento.
- Mr. Terrific aparece en la película animada Injustice (2021), con la voz del actor Edwin Hodge.[49]
- Mr. Terrific aparece en la película Superman (2025) interpretado por el actor Edi Gathegi.[50][51]

### Videojuegos
- Mr. Terrific hace un cameo de fondo en el videojuego Injustice: Gods Among Us. Se lo puede ver en el nivel del reactor de la etapa de la Watchtower. Él vuela y trabaja en la computadora en el centro donde mantiene el reactor bajo control.
- La versión Arrow de Mr. Terrific es jugable en Lego DC Super-Villains como parte del paquete DLC DC TV Super-Heroes.

### Juguetería y mercadotecnia
- Mr. Terrific (Michael Holt) fue la tercera figura publicada en la octava oleada de figuras de la línea de juguetes DC Universe Classics. Su accesorios contenían las Esferas-T, que podrían ser colocadas en su espalda.

- Mr. Terrific también ha recibido una valor entre las líneas de figuras coleccionables exclusivas de la Liga de la Justicia Ilimitada.